# Hiadna
Hiadna (en àrab الهيادنة, al-Hyādna; en amazic ⵀⵢⴰⴷⵏⴰ) és una comuna rural de la província d'El Kelâa des Sraghna, a la regió de Marràqueix-Safi, al Marroc. Segons el cens de 2014 tenia una població total de 11.387 persones.